# Насос-форсунка

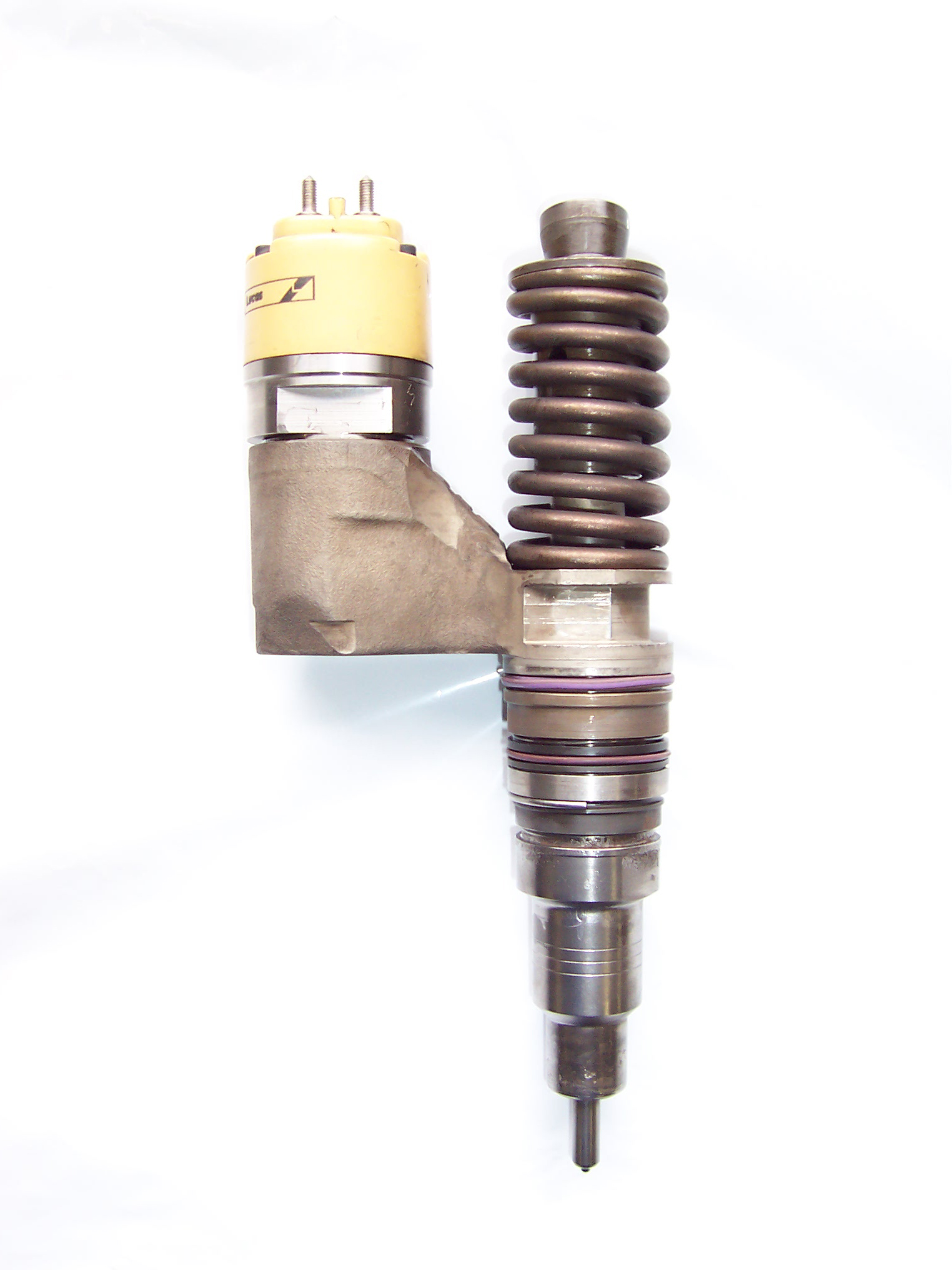
Ранняя электронная дизельная насос-форсунка компании Lucas

Насос-форсунка — интегрированная система непосредственного впрыска топлива для дизельных двигателей, представляет собой топливный насос, объединённый с форсункой. Используется одноплунжерный насос, обычно приводящийся в действие от распредвала.

## История
В 1911 году в Великобритании был выдан патент на насос-форсунки, напоминающие те, которые используются сегодня[когда?].

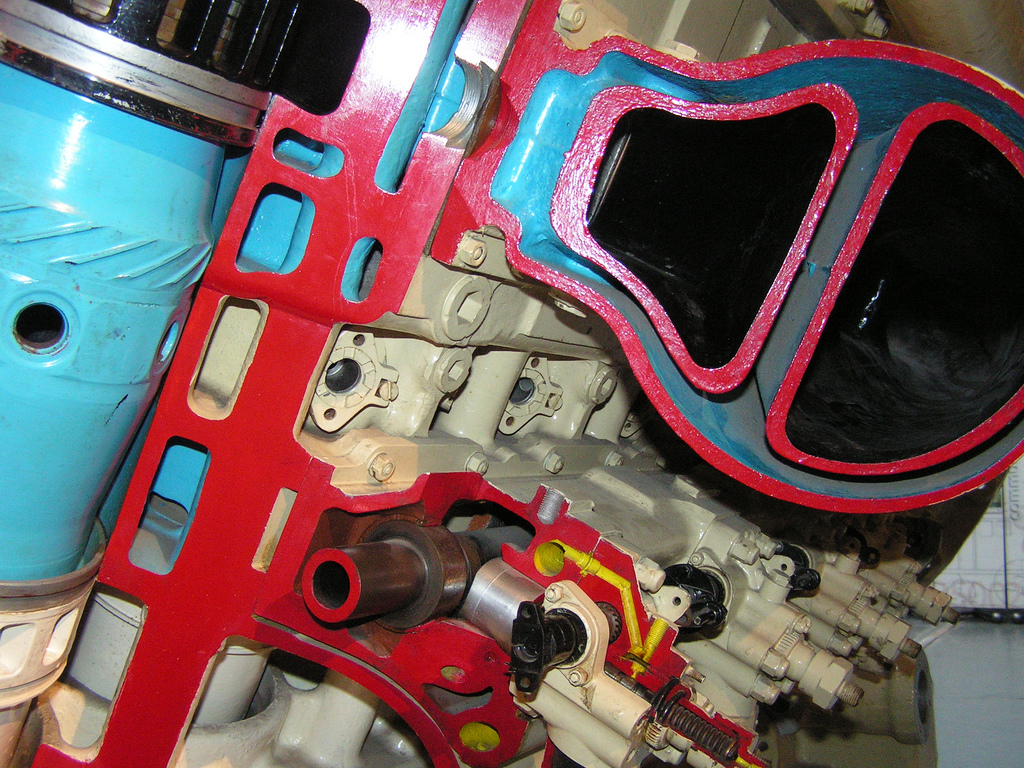
Дельтообразный двигатель внутреннего сгорания, насос-форсунки расположены внизу, ниже топливопровода (жёлтый), приводятся от распредвала слева и впрыскивают топливо в центр гильзы (голубая)

Коммерческое использование насос-форсунок в США началась в начале 1930-х годов на двигателях компании Winton, приводящих паровозы, катера и даже подводные лодки ВМС США. В 1934 году, Артур Филден получил патент США No.1,981,913 на конструкцию насос-форсунки. Позже, эта конструкция использовалась двухтактных дизельных двигателях General Motors. Большинство средних дизельных двигателей используют один насос и отдельные форсунки, но некоторые производители, такие как Detroit Diesel и Electro-Motive Diesel стали хорошо известны насос-форсунками, в которых насос высокого давления объединен с форсункой. В 1951 году прошла подробная презентация о развитии современных насос-форсунок.
В 1985 году Detroit Diesel, подразделение General Motors Corporation представила первую электронную насос-форсунку для коммерческого транспорта в своей серии 92 двухтактных дизельных двигателей после появления серии 60, четырёхтактных двигателей в 1987 году. Скоро и другие производители переняли электронные форсунки. В 1995 году, Electro-Motive Diesel изменили дизельные двигатели 710 под электронные насос-форсунки. 
В Советском Союзе разработкой и внедрением электронно-управляемых насос-форсунок наряду с разработкой Аккумуляторных топливных систем (Common Rail) активно занимались в 80 годы прошлого века в лаборатории автоматики и систем питания ДВС Коломенского филиала ВЗПИ под руководством профессора д.т.н. Феликса Ильича Пинского (1930-2004) .
Сегодня[когда?] крупными производителями, использующими насос-форсунки, являются: Robert Bosch GmbH, CAT, Cummins, Delphi, Detroit Diesel, Electro-Motive Diesel.

## Конструкция
Важным отличием от систем питания на основе механического впрыска и Common Rail является отсутствие в системе питания на насос-форсунках общего ТНВД. Здесь, фактически, каждая насос-форсунка представляет собой индивидуальный для каждого цилиндра миниатюрный ТНВД, а общее число насос-форсунок всегда равно числу цилиндров мотора — по одной на каждый цилиндр.
Насос-форсунка всегда устанавливается в головке блока цилиндров, насосной частью наружу, а форсуночной в корпус головки. Привод насос-форсунок осуществляется либо распредвалом, либо отдельным кулачковым валом, поэтому насос-форсунки всегда расположены под клапанной крышкой и снаружи мотора не видны. Дозирование впрыска осуществляется электромагнитным клапаном. Подвод топлива к насос-форсункам осуществляется общим подкачивающим насосом низкого давления. Топливная система разделена на систему подачи с низким давлением (порядка 5 бар) и систему впрыска с высоким давлением (порядка 2000 бар).

## Применение
Наиболее широко системы питания дизельных моторов на насос-форсунках получили распространение в США с начала 1980-х годов, ввиду особо жёстких экологических требований страны и широким применением электроники в моторах. Это — практически все дизельные моторы Caterpillar, Cummins, Detroit Diesel, Volvo-USA производства 1980-2010-х годов.
На легковых машинах наиболее известная разработка — TDI от VW-Audi. Постепенно вытесняется из разработок системой Common Rail.